# Raymond Cicci
Raymond Cicci, all'anagrafe Remo Cicci (Audun-le-Tiche, 11 agosto 1929 – Agde, 20 febbraio 2012), è stato un allenatore di calcio e calciatore francese, di ruolo centrocampista.

## Carriera

### Calciatore

#### Nazionale
Ha collezionato una presenza con la propria Nazionale.

## Statistiche

### Cronologia presenze e reti in Nazionale
| Cronologia completa delle presenze e delle reti in nazionale ― Francia | Cronologia completa delle presenze e delle reti in nazionale ― Francia | Cronologia completa delle presenze e delle reti in nazionale ― Francia | Cronologia completa delle presenze e delle reti in nazionale ― Francia | Cronologia completa delle presenze e delle reti in nazionale ― Francia | Cronologia completa delle presenze e delle reti in nazionale ― Francia | Cronologia completa delle presenze e delle reti in nazionale ― Francia | Cronologia completa delle presenze e delle reti in nazionale ― Francia |
| Data                                                                   | Città                                                                  | In casa                                                                | Risultato                                                              | Ospiti                                                                 | Competizione                                                           | Reti                                                                   | Note                                                                   |
| ---------------------------------------------------------------------- | ---------------------------------------------------------------------- | ---------------------------------------------------------------------- | ---------------------------------------------------------------------- | ---------------------------------------------------------------------- | ---------------------------------------------------------------------- | ---------------------------------------------------------------------- | ---------------------------------------------------------------------- |
| 20-9-1953                                                              | Lussemburgo                                                            | Lussemburgo                                                            | 1 – 6                                                                  | Francia                                                                | Qual. Mondiali 1954                                                    | 1                                                                      |                                                                        |
| Totale                                                                 |                                                                        | Presenze                                                               | 1                                                                      |                                                                        | Reti                                                                   | 1                                                                      |                                                                        |

### Allenatore
Dal 1966 al 1969 fu alla guida del VS Chartres.

## Palmarès

### Trofei nazionali
- Campionato francese: 2

Stade Reims:1952-1953, 1954-1955
- Supercoppe di Francia: 1

Stade Reims:1955

### Trofei minori nazionali
- Coppa Charles Drago: 1

Stade Reims:1954

### Trofei minori internazionali
- Coppa Latina: 1

Stade Reims:1953